# Alfredo Ajpacajá
Alfredo Esteban Ajpacajá Tax (né le 10 novembre 1989 à Totonicapán) est un coureur cycliste guatémaltèque. Il a notamment remporté le Tour du Guatemala en 2018.

## Biographie
Lors du Tour du Guatemala 2009, il est contrôlé positif au boldenone, un stéroïde anabolisant. Son coéquipier et vainqueur de l'épreuve Nery Velásquez est quant à lui convaincu de dopage à l'EPO. Après ce résultat, il est suspendu durant deux ans par la Fédération guatémaltèque de cyclisme,.
En 2018, il remporte une étape et le classement général du Tour du Guatemala.

## Palmarès sur route

### Par année
- 2009
  - 1re et 2e étapes de la Vuelta de la Juventud Guatemala
  - 2e étape du Tour du Nicaragua
  - 2e de la Vuelta de la Juventud Guatemala
- 2013
  - 2e du championnat du Guatemala sur route
- 2016
  - 2e étape du Tour du Guatemala
- 2017
  - Champion du Guatemala du contre-la-montre par équipes
  - 3ea, 3eb (contre-la-montre par équipes) et 9e étapes du Tour du Guatemala
  - 2e du Tour du Guatemala
- 2018
  - Champion du Guatemala du contre-la-montre par équipes
  - Tour du Guatemala :
    - Classement général
    - 7e étape

  - 3e du championnat du Guatemala sur route
- 2019
  - Champion du Guatemala du contre-la-montre par équipes
  - 6e étape du Tour du Guatemala
  - 2e du Tour du Guatemala
- 2020
  - 4e étape de la Vuelta a Chiriquí
- 2021
  - 3e du Tour du Nicaragua
- 2022
  - Champion du Guatemala du contre-la-montre par équipes

### Classements mondiaux
| Année            | 2013 | 2014 | 2015 | 2016 | 2017 |
| ---------------- | ---- | ---- | ---- | ---- | ---- |
| UCI America Tour | 77e  | 186e |      | 188e | 194e |

## Palmarès sur piste
- 2015
  -  Champion du Guatemala de poursuite par équipes (avec Manuel Rodas et Dorian Monterroso)[7]
- 2017
  -  Champion du Guatemala de course aux points
  -  Champion du Guatemala de scratch[8]
  -  Champion du Guatemala de la course tempo[9]
- 2018
  -  Champion du Guatemala de poursuite par équipes (avec Dorian Monterroso, Manuel Rodas et Julio Padilla)
  -  Champion du Guatemala de scratch[10]
- 2019
  -  Champion du Guatemala de la course tempo[11]